# Phorocera pluto
Phorocera pluto là một loài ruồi trong họ Tachinidae.